# Lenio Streck
Lenio Luiz Streck (Agudo, 21 de novembro de 1955) é um jurista brasileiro, conhecido principalmente por seus trabalhos voltados à filosofia do direito e à hermenêutica jurídica. É professor dos cursos de pós-graduação em Direito da Universidade do Vale do Rio dos Sinos e atua como advogado.
Procurador de Justiça aposentado, foi membro do Ministério Público do Estado do Rio Grande do Sul de 1986 a 2014. É membro do Grupo Prerrogativas.

## Biografia
Formou-se bacharel em Direito pela Universidade de Santa Cruz do Sul (UNISC) em 1980. Cursou mestrado em direito do Estado na Universidade Federal de Santa Catarina (UFSC), com conclusão em 1988, e também nessa universidade concluiu o doutorado em 1995. Logo em seguida, em 1996, tornou-se professor da Universidade do Vale do Rio dos Sinos (Unisinos-RS), da qual ajudou a fundar o programa de pós-graduação em direito, figurando até a data atual como coordenador das linhas de pesquisa do programa. Em 2001, concluiu o pós-doutorado pela Universidade de Lisboa.
Em 1982, concorreu pelo Partido dos Trabalhadores (PT) ao cargo de prefeito do município de Santa Cruz do Sul/RS, tendo ficado em último lugar no pleito, com 350 votos.
Ingressou na carreira do Ministério Público do Estado do Rio Grande do Sul em 2 de setembro de 1986 e aposentou-se como Procurador de Justiça em 31 de maio de 2014. 
Em 2015, fundou o escritório de advocacia Streck, Trindade & Rosenfield, com foco em direito constitucional, direito administrativo, direito eleitoral e direito penal.

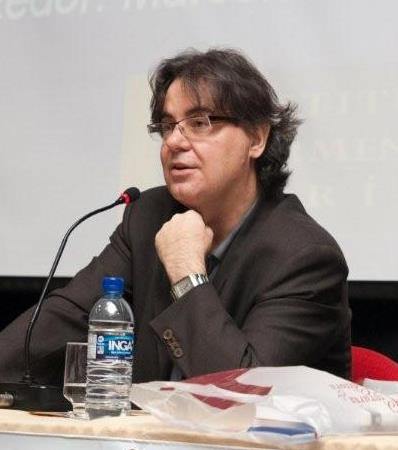
Lenio Streck.

Desde 2003 é membro catedrático da Academia Brasileira de Direito Constitucional (ABDConst), sendo também Presidente de Honra do Instituto de Hermenêutica Jurídica. Participa como professor convidado de algumas instituições, como a Universidade Estácio de Sá (UNESA-RJ), a Facultad de Ciencias Jurídicas da Pontificia Universidad Javeriana de Bogotá e a Universidade de Coimbra, em Portugal. Membro do Conselho Editorial do Observatório da Jurisdição Constitucional do Instituto Brasiliense de Direito Público. Na Unisinos, é líder do grupo de pesquisa "Hermenêutica Jurídica", vinculado ao Conselho Nacional de Desenvolvimento Científico e Técnológico (CNPq/BR), e também coordenador do DASEIN - Núcleo de Estudos Hermenêuticos.[carece de fontes?]
Streck é frequentemente convidado para proferir palestras pelo Brasil e no exterior, como nas universidades do Porto e de Coimbra, ambas em Portugal, e na Fondazione Basso, na Itália. Na Università degli Studi Roma Tre, Itália, para os alunos de doutorado, ministrou o Corso di Derecho Ibero-Americano, em 2009. Participou do IX Simpósio Nacional de Direito Constitucional, realizado pela Academia Brasileira de Direito Constitucional (ABDConst), ao lado do Prof. Dr. Luigi Ferrajoli.
Com frequência, também, é cotado para o cargo de ministro do Supremo Tribunal Federal.

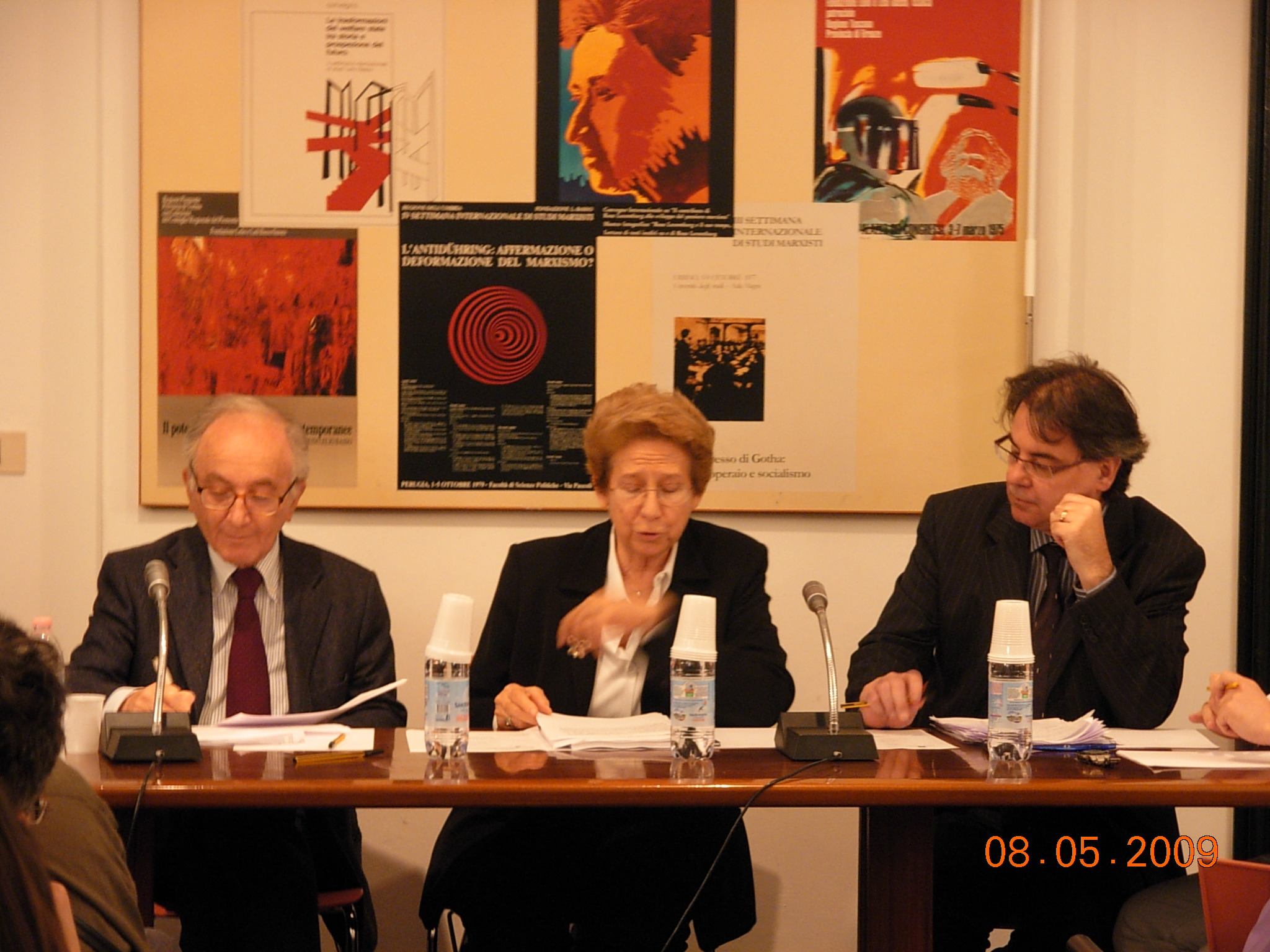
Luigi Ferrajoli e Lenio Streck.

Streck é autor ou co-autor de dezenas de livros que versam sobre hermenêutica jurídica, direito constitucional, direito processual e direito penal. Sua obra O que é isto - decido conforme minha consciência?, publicada pela Livraria do Advogado, é o primeiro volume de uma coleção lançada pelo autor (Coleção "O que é isto?"), sendo considerada um libelo contra as diversas formas de decisionismo judicial.[carece de fontes?]
Foi um dos coordenadores, junto a José Joaquim Gomes Canotilho, Gilmar Ferreira Mendes, Ingo Wolfgang Sarlet e Léo Ferreira Leoncy, do livro Comentários à Constituição do Brasil, obra vencedora do Prêmio Jabuti 2014, segundo lugar na categoria direito. Na mesma edição da premiação, Streck foi também finalista com o livro Compreender Direito. Em 2016, foi novamente finalista do Prêmio Jabuti pelo livro Os Modelos de Juiz: Ensaios de Direito e Literatura, escrito em coautoria com André Karam Trindade.
Apresenta semanalmente o programa Direito & Literatura, levado ao ar pela TV Justiça e pela TV Unisinos. E o quadro "Compreender Direito", toda quarta-feira, na Rádio Justiça.[carece de fontes?]

## Publicações selecionadas
Livros
- Marco Aurélio de Carvalho; Lenio Luiz Streck; Carol Proner; Fabiano Silva dos Santos, eds. (março de 2021), O Livro das Parcialidades, ISBN 978-65-86823-94-3, Wikidata Q107531023
- Lenio Luiz Streck; Marco Aurélio de Carvalho, eds. (agosto de 2020), O livro das suspeições: o que fazer quando sabemos que Moro era parcial e suspeito?, ISBN 978-65-00-07047-7, Wikidata Q104035356
- STRECK, Lenio Luiz. Ensino, Dogmática e Negacionismo Epistêmico. 1. ed. São Paulo: Tirant lo Blanch, 2020.
- STRECK, Lenio Luiz. Precedentes Judiciais e Hermenêutica: o sentido da vinculação no CPC/2015. 2. ed. Salvador: Editora JusPodivm, 2019.
- STRECK, Lenio Luiz. Precisamos falar sobre Direito e Moral: os problemas da interpretação e da decisão judicial. 1. ed. Rio de Janeiro: Tirant lo Blanch, 2019.
- STRECK, Lenio Luiz. Decisões Controversas do STF: Direito Constitucional em Casos. 1. ed. São Paulo: Grupo Gen, 2019.
- STRECK, Lenio Luiz. Compreender Direito nas brechas da lei. 1. ed. São Paulo: Revista dos Tribunais, 2015. v. 3.
- STRECK, Lenio Luiz. Liçoes de Crítica Hermenêutica do Direito. 1. ed. Porto Alegre/RS: Livraria do Advogado, 2014.
- STRECK, Lenio Luiz. Jurisdição Constitucional e Decisão Jurídica. 4 ed. São Paulo: Revista dos Tribunais, 2014.
- STRECK, Lenio Luiz. Hermenêutica Jurídica e(m) Crise. 10.ed. Porto Alegre: Livraria do Advogado, 2011.
- STRECK, Lenio Luiz. Verdade e Consenso. 4 ed. São Paulo: Saraiva, 2011.
- STRECK, Lenio Luiz. O que é isto - decido conforme minha consciência? 2.ed. Porto Alegre: Livraria do Advogado, 2010.
- STRECK, Lenio Luiz. Jurisdição Constitucional e Hermenêutica. 2.ed. Porto Alegre: Livraria do Advogado, 2004.
- STRECK, Lenio Luiz. Hermenêutica jurídica e(m) crise. Uma exploração hermenêutica da construção do direito. 1. ed. Porto Alegre: Livraria do Advogado, 1999.
- STRECK, Lenio Luiz. Súmulas do Direito Brasileiro - Eficácia, Poder e Função. A ilegitimidade do efeito vinculante. 2ª. ed. Porto Alegre: Livraria do Advogado, 1998.
- STRECK, Lenio Luiz. Tribunal do Júri - Símbolos e Rituais. 1. ed. Porto Alegre: Livraria do Advogado, 1994.
- STRECK, Lenio Luiz. Constituição: Limites e Perspectivas da Revisão. 1. ed. Porto Alegre: Editora Rigel, 1993.
- STRECK, Lenio Luiz. O Mandado de Injunção no Direito Brasileiro - Análise Crítica: Perspectivas Jurídicas e Políticas. 1º. ed. Rio de Janeiro: Edições Trabalhistas, 1991.

Artigos
- STRECK, Lenio Luiz. Deconstructing the Models of Judges: Legal Hermeneutics and Beyond the Subject-Object Paradigm. Nevada Law Journal, v. 10, p. 683-699, 2010.
- STRECK, Lenio Luiz. A interpretação do direito e o dilema acerca de como evitar juristocracias: a importância de Peter Häberle para a superação dos atributos (Eigenschaften) solipsistas do direito. Observatório da Jurisdição Constitucional. Ano 4 (2010/2011), Brasília, Instituto de Direito Público, 2011.
- STRECK, Lenio Luiz; BARRETTO, Vicente de Paulo; TOMAZ DE OLIVEIRA, Rafael. Ulisses e o canto das sereias: sobre ativismos judiciais e os perigos da instauração de um terceiro turno da constituinte. Revista de Estudos Constitucionais, Hermenêutica e Teoria do Direito (RECHTD), Vol. I, n. 2, julho-dezembro 2009, São Leopoldo, Unisinos, 2009.